# Francisco de Montejo
Francisco de Montejo y Alvarez (n. cca. 1479, Salamanca – d. cca. 1553) a fost un conchistador spaniol care a activat în Mexic și în America Centrală.
Francisco de Montejo a părăsit Spania în 1514 și a ajuns în Cuba, pentru a se alătura expediției conduse de Juan de Grijalva și desfășurate de-a lungul coastei Yucatánului și în zona Golfului Mexic. Montejo, având rangul de căpitan, s-a aflat la comanda a 4 vase. La revenirea în Cuba, s-a alăturat lui Hernan Cortes, în timpul expediției căruia a participat la întemeierea orașului La Rica Villa de la Vera Cruz (astăzi, Veracruz) din Mexic. În continuare, Cortes l-a trimis în Spania în 1519 pentru a raporta rezultatele expediției.
În decembrie 1526 regele Carol Quintul a emis un decret regal de numire a lui Montejo drept adelantado și căpitan general al Yucatánului. Revenit în Yucatán în 1528, a întreprins o acțiune de a cuceri coasta de răsărit a peninsulei (Tulum, Chetumal), însă a fost nevoit să se retragă în fața puternicei rezistențe a mayașilor de pe coastă. În 1530, a luat decizia de a încerca să cucerească Yucatánul dinspre apus și a început pacificarea regiunii din zona statului actual mexican Tabasco. Între 1531 și 1535, tentativele de cucerire a Yucatánului au eșuat. În 1533, Montejo a obținut printr-un nou decret regal permisiunea de a cuceri Puerto Caballos și Naco în Honduras. Aceasta l-a adus în conflict cu conchistadorul Pedro de Alvarado, care primise un decret similar încă din 1532. În final, Alvarado a avut cîștig de cauză, cucerind definitiv provincia Honduras în 1536. În 1540, după rechemarea lui Pedro de Alvarado în Spania, regele Spaniei l-a numit din nou pe Montejo ca guvernator al Hondurasului.
Cucerirea Yucatánului va fi dusă la îndeplinire abia de către fiul lui Montejo, Francisco de Montejo ("el Mozo"), ocazie cu care au fost întemeiate orașele Campeche în 1540 și Mérida în 1542. În 1546, Montejo "cel Bătrân" și-a asumat titlul de guvernator și căpitan general de Yucatán. Cu toate acestea, numeroasele denunțuri la adresa sa au condus la rechemarea lui în Spania în 1550.